# Marie Goldschmidt
Pour les articles homonymes, voir Goldschmidt.
Marie Goldschmidt, alias Mme (Gustave) Goldschmidt, née Marie Eugénie Kann le 4 août 1880 à Paris où elle est morte le 15 février 1917, est une aéronaute française. Elle est copilote lors d'un record du monde de distance en ballon en 1913 de plus de 2 400 km. Elle est la première femme à participer à une course de montgolfières de la Fédération aéronautique internationale lorsqu'elle termine sixième de la Coupe Gordon-Bennett.

## Biographie
Marie Eugénie Kann naît le 4 août 1880 à Paris. Elle est la fille de Maximilien Edouard Hirsch Kahn (1842-1901) et de Saraline Königswarter (1849-1925). Elle épouse Gustave Goldschmidt et se fait souvent appeler « Madame Gustave Goldschmidt ». Elle se fait connaître en tant qu'aérostière. En 1911, elle obtient son brevet de pilote. La même année elle vole avec Marie Surcouf, présidente du club français de ballons pour femmes aéronautes connu sous le nom de « La Stella » et avec Beatrix de Rijk, pilote de ballon indonésienne néerlandaise et première femme néerlandaise à obtenir une licence de pilote d'avion.

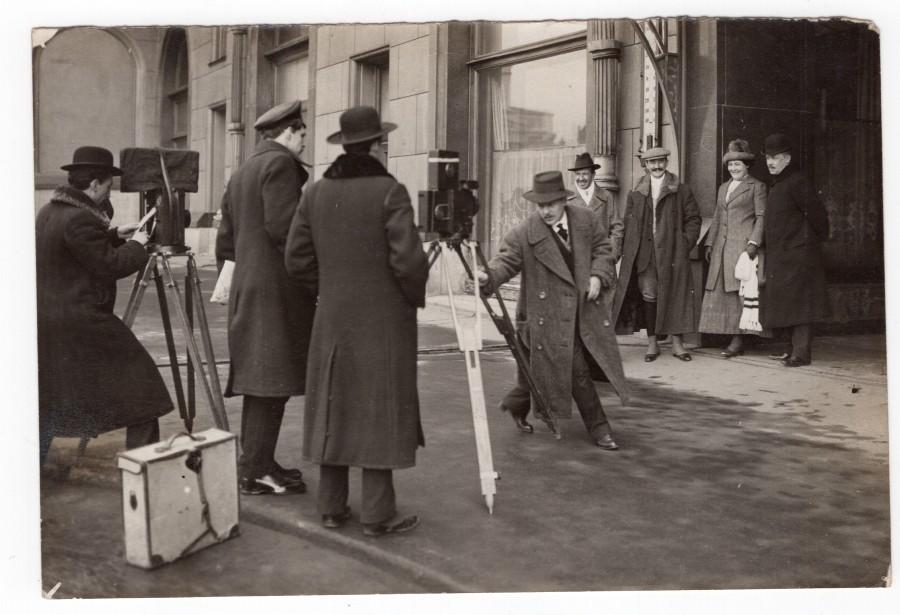
Rumpelmeyer et Goldschmidt accueillis et photographiés en 1913.

Elle part avec René Rumpelmayer (pl) en 1912 et parcourt 1 143 km entre Saint-Cloud, près de Paris, et Bogozlo en Hongrie en 12h50, soit une moyenne de 89 km/h. Encore avec René Rumpelmayer, en 1913, leur ballon parcourt plus de 2 400 km de Saint-Cloud jusqu'à un atterrissage en Russie. À leur arrivée en Russie, ils sont accueillis par Robert Fulda et Stephan Ivanovitch Osoviecki du Club sportif de la Société impériale d'aéronautique de Moscou

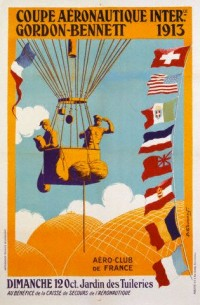
Affiche pour le concours de ballons Gordon Bennett de 1913.

Plus tard la même année, elle participe avec Rumpelmayer à la huitième compétition annuelle de distance en ballon (Coupe aéronautique Gordon Bennett). La compétition, qui a débuté en 1906, se déroule chaque année comme « l'événement phare des courses de ballons du monde ». La première femme à participer à cette compétition est Goldschmidt, en fait, elle est la première femme à participer à une course de ballons de la FAI, où que ce soit. Ils partent de Paris et sont une des vingt-et-un participants à terminer. Le duo parcoure 437 km et constituent la meilleure équipe française. La première femme pilote dans cette compétition, Nini Boesman (nl), n'apparaît que dans les années 1980.
Ses exploits en tant qu'aéronaute cessent lorsque la guerre éclate. Elle meurt le 15 février 1917 à Paris, en tant qu'infirmière. Elle est inhumée au cimetière de Montmartre.